# Bothriochloa ischaemum
Bothriochloa ischaemum — вид трав'янистих рослин з родини злакові (Poaceae), поширений у пн.-зх. Африці, південній і центральній Європи, помірній і тропічній Азії.

## Опис

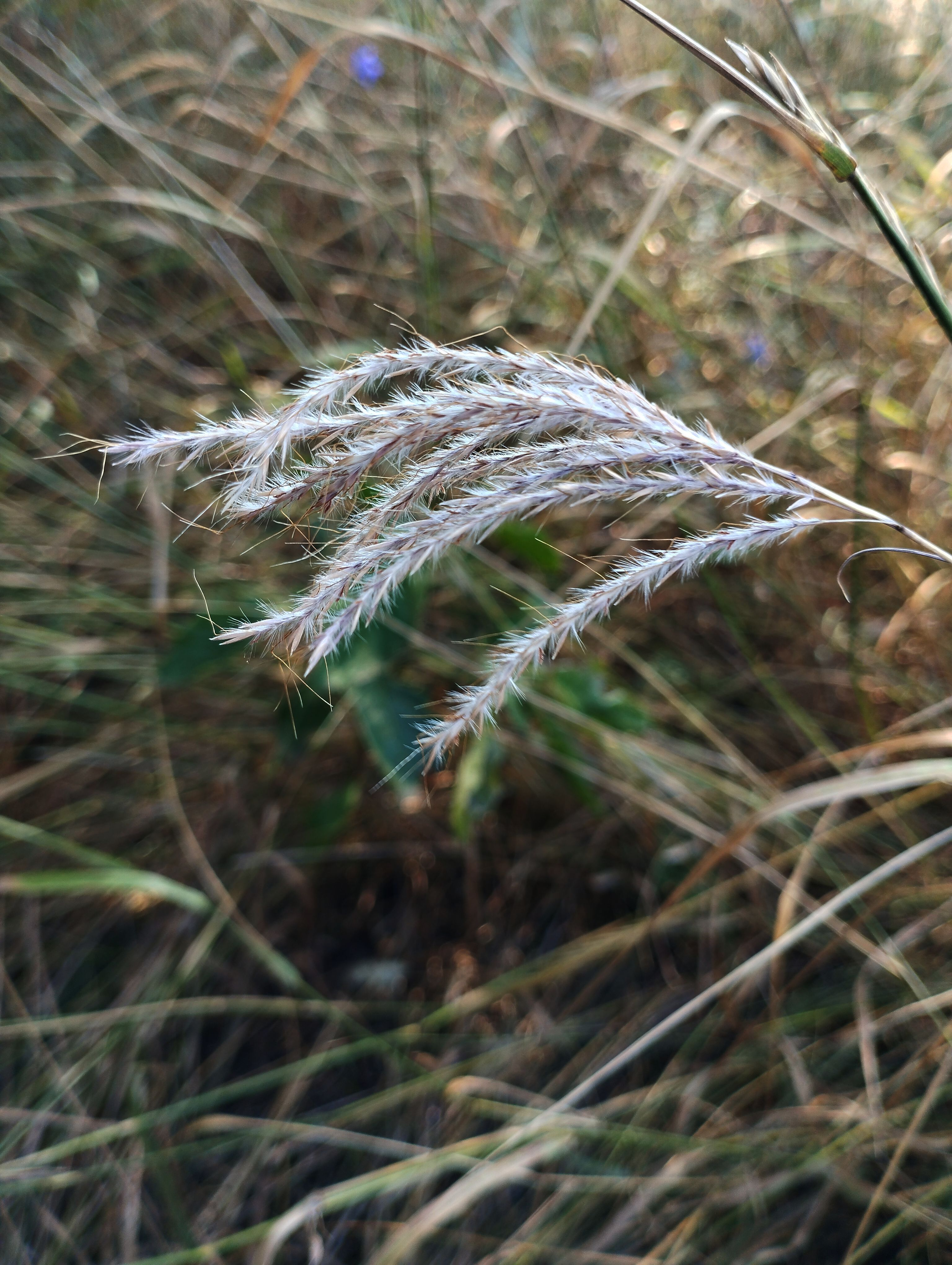
Китиця Bothriochloa ischaemum (Кропивницький район)

Багаторічна рослина. Стебла стрункі, вертикальні або висхідні 25–70 см, 3–6-вузлові. Листові пластинги лінійні, 5–16 × 0.2–0.3 см, зазвичай волосисті, верхівки гострі; лігули ≈ 1 мм. Суцвіття складається з 5–15 китиць, які є 3–7 см, сріблясто-зелені або  пурпурно-коричневого відтінку. Сидячі колоски 4–5 мм. 2n = 40, 50, 60.

## Поширення
Поширений у пн.-зх. Африці, південній і центральній Європи, помірній і тропічній Азії; інтродукована в Північну й Південну Америку, на тропічні острови.